# 表面弾性波
表面弾性波（ひょうめんだんせいは、英: surface acoustic wave、SAW）は、物体表面に集中して伝播する振動(弾性波)。
しばしば弾性表面波とも呼ばれる。

## 概要
弾性表面波は、1885年にイギリスの物理学者、ジョン・ウィリアム・ストラット(レイリー卿)により発見された。
彼は、古典的な論文の中で、表面音響伝搬モードを記述し、その特性を予測した。発見者の名前にちなんでレイリー波と名付けられた。
縦方向と縦方向のせん断成分を持ち、表面に接する追加の層のようなあらゆる媒体と結合することができる。この結合は、波の振幅と速度に強く影響するため、SAWセンサーは質量や機械的特性を直接感知することができる。
圧電体上の表面弾性波を用いて、変圧器やフィルタなどを実現できる。タッチパネルなどにも応用されている。
表面弾性波を用いたフィルタは小型で価格が安いため、従来のコイルやコンデンサを用いたフィルタとの置き換えが進んでいる。ただし、損失は大きい。
携帯電話などのフィルタには表面弾性波フィルタが使われている。RFフィルタやデュプレクサの置換え用途としては、共振器型と呼ばれる物が使われ、こちらは挿入損失は小さい。

## 応用

### 電子部品への応用
音響波の伝達を利用してフィルタ、発振器、変圧器などのデバイスで使用される。電気エネルギーから機械エネルギー（弾性表面波の形）への変換は、圧電材料を使用することで実現されている。
表面弾性波を用いた電子デバイスは、通常、1つまたは複数のインターデジタルトランスデューサ（IDT）を用いて、水晶、ニオブ酸リチウム、タンタル酸リチウム、ケイ酸ランタン・ガリウムなどの特定の材料の圧電効果を利用して、音響波を電気信号に変換したり、その逆を行う。これはICのような半導体の製造に用いられる典型的なプロセスである。
レイリー波の伝搬は、基板材料の表面やその品質、基板と接触するすべての層に大きく依存するため、デバイスの構成要素の全て（基板、表面、金属材料の種類、厚さ、フォトリソグラフィで形成されたエッジ、金属化を覆うパッシベーションなどの層）がデバイスの性能に影響する。例えば、SAWフィルターでは、サンプリング周波数はIDTフィンガーの幅に依存し、電力処理能力はIDTフィンガーの厚さと材料に関連し、温度安定性は基板の温度挙動だけでなく、IDT電極に選択された金属や、基板と電極を覆う可能性のある誘電体層にも依存する。
表面弾性波フィルターは、携帯電話に採用されており、特に1.5〜2.5GHz以下の周波数では、水晶振動子（バルク波を利用）、LCフィルター、導波管フィルターなどと比べて、性能、コスト、サイズの面で技術的な優位性がある。
1.5〜2.5GHz以上の周波数でSAWを補完する技術としては、薄膜バルク音響共振器（TFBAR、FBAR）がある。
弾性表面波センサーの分野では、過去20年間に多くの研究が行われてきた。センサーの用途には、あらゆる分野のセンシング（化学、光学、熱、圧力、加速度、トルク、生体など）が含まれる。表面弾性波を用いたセンサーはあまり普及していないが、タッチスクリーン・ディスプレイなどの一部の用途では、一般的に市販されている。

### ラジオ・テレビ
弾性表面波共振子は、より高い周波数での動作が可能なため、水晶振動子と同様の用途で使用されている。
同調性を必要としない無線送信機に多く使用されている。ガレージドアオープナーのリモコンや、コンピュータ周辺機器の短距離無線周波数リンクなど、チャネル化が不要な機器によく使われる。無線リンクで複数のチャンネルを使用する場合は、位相ロックループを駆動するために水晶振動子を使用するのが一般的です。SAWデバイスの共振周波数は水晶の機械的特性によって設定されるため、温度や経年によってコンデンサの性能や電池の電圧などが大きく変化する単純なLC発振器のようにドリフトすることはありません。
また、SAWフィルターは、正確に決定された狭い通過帯域を持つことができるため、ラジオ受信機にもよく使用されている。これは、1本のアンテナを狭い周波数で動作する送信機と受信機で共有しなければならない場合に有効である。また、SAWフィルターは、テレビ受信機の信号からサブキャリアを抽出するためにも頻繁に使用されている。アナログ放送が終了するまでは、テレビ受信機やビデオレコーダーの中間周波数帯からデジタルオーディオのサブキャリアを抽出することが、SAWフィルターの主な市場の1つであった。
初期のパイオニアであるジェフリー・コリンズは、1970年代に開発したスカイネット受信機に弾性表面波素子を搭載した。既存の技術よりも高速に信号を同期させることができた。
また、デジタル受信機にもよく使われており、スーパーレットの用途にも適している。これは、局部発振器と受信信号が混合された後の中間周波数の信号は常に固定周波数であるため、固定周波数で高いQを持つフィルタは、不要な信号や干渉信号の除去に優れているからである。
このような用途では、SAWフィルタはほとんどの場合、フェイズロックループ合成の局部発振器やバリキャップ駆動の発振器と組み合わせて使用される。

### 地震学
表面弾性波は、地震波のなかでもに最も破壊的な影響を与える可能性がある。
海底や岩石などのより複雑な媒体で伝搬するため、モニターしておく必要がある。

### マイクロ流体力学
これは、SAW基板と流体の音速の不一致により、SAWが効率的に流体に伝達され、大きな慣性力と流体速度を生み出せることを利用して、マイクロ流体ポンプがつくられる。
このメカニズムを利用して、ポンピング、ミキシング、ジェッティングなどの流体アクションを起こすことができる。
これらのプロセスを駆動するためには、液体と基板の界面で波のモードが変化する。基板上ではSAW波は横波であり、液滴に入ると縦波になる。この縦波がマイクロ流体液滴内の流体に流れを作り、混合させる。
この技術は、基板を操作するためのマイクロチャネルやマイクロバルブの代わりに使用することができ、オープンなシステムを実現することができる。
このメカニズムは、液滴ベースのマイクロ流体力学分野においても、液滴の操作に用いられている。
SAWを作動機構として用いて，液滴を2つ以上の流出口に向けて押し出し，選別できる。
さらに液滴のサイズ調整，分割，トラッピング，ツイーザー，およびナノ流体ピペッティングにも使用されている。平面および傾斜面への液滴の衝突を操作・制御できる。
PDMS（ポリジメチルシロキサン）の急速加熱方法としても用いられる。PDMSはマイクロチャネルやマイクロ流体チップ、Lab-on-a-chipなどのを形成するための材料であり利用が拡大している。
これらのPDMSデバイスやマイクロチャネル内の液体を加熱する方法としてSAWを使用することで、現在では0.1℃以内で温度を操作できる。

### 流量センサ
表面弾性波を利用して、流量センサをつくることができる。
管の一点に設置した送信機から表面弾性波を発し、二台の受信機でそれらを計測する。
波は励起中心で生成され、固体材料の表面に沿って広がる。電気パルスがそれらを誘導し、地震の波のように伝播するSAWを発生させる。
インターデジタル・トランスデューサは、送信側と受信側の両方の役割を果たします。1台が送信モードの時は、最も離れた2台が受信モードとなる。弾性表面波は測定管の表面に沿って伝わるが、一部は液体にカップリングする。
結合解除の角度は、液体に固有の波の伝搬速度によって異なる。測定管の反対側では、波の一部が測定管内にカップリングし、表面に沿って次のデジタルトランスデューサへと進みます。別の部分は再び結合して、測定管の反対側に戻る。
この効果が繰り返され、こちら側のトランスデューサーが波を検出します。つまり、ここにある1つのトランスデューサーが励起されると、遠くにある他の2つのトランスデューサーに一連の入力信号が送られます。
変換器のうち2つは流れの方向に、2つは反対の方向に信号を送るのである。